# Order Świętego Jana (Prusy)

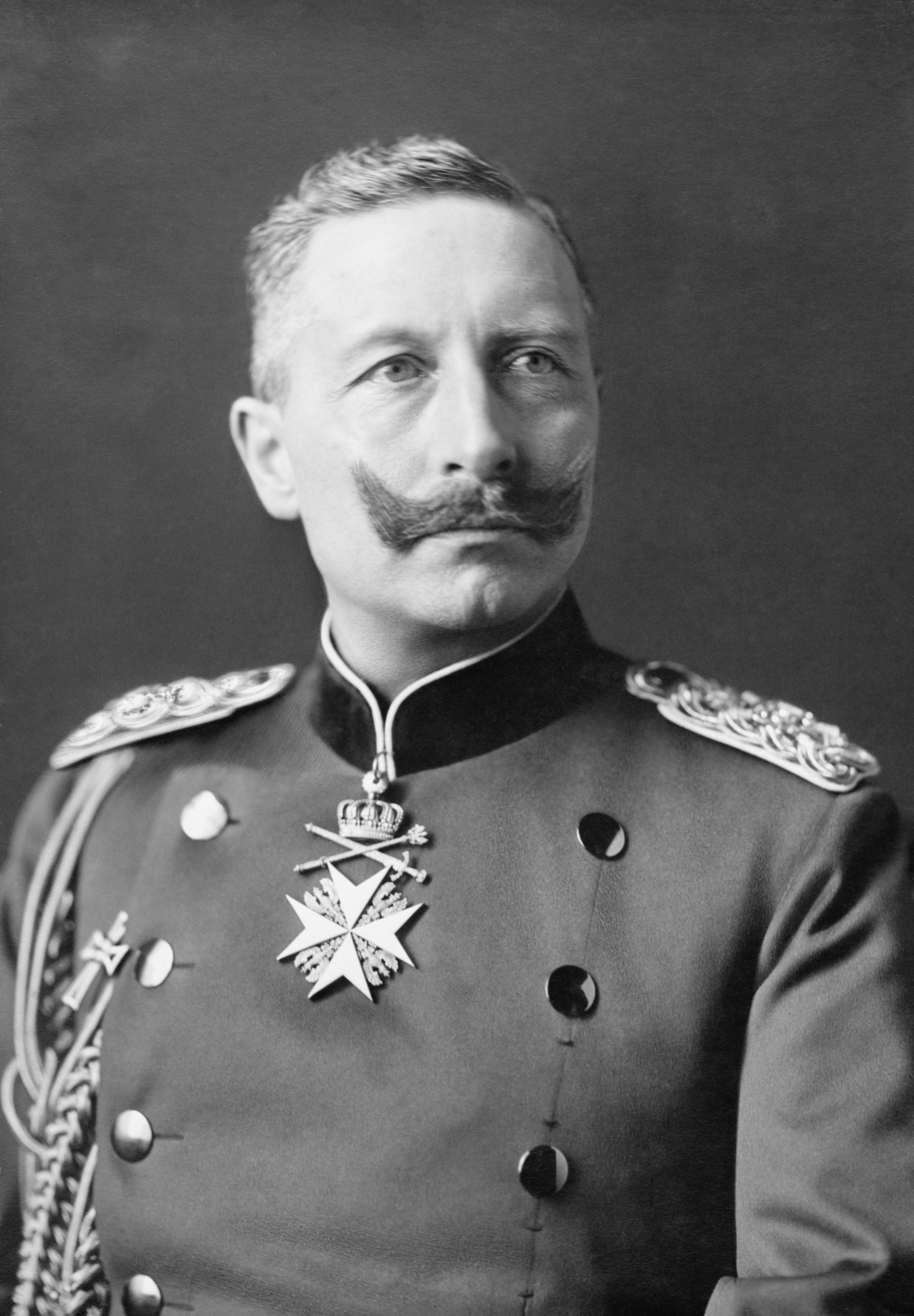
Cesarz Wilhelm II Hohenzollern z insygniami Protektora Baliwatu Brandenburskiego Rycerskiego Zakonu Szpitala św. Jana Jerozolimskiego (widoczny jest także wystający spod poły munduru Krzyż Mariański – odznaczenie honorowe austriackich Krzyżaków)

Królewski Pruski Order Świętego Jana (niem. Königlich Preußischer St. Johanniter-Orden) – jednoklasowy order zasługi Królestwa Prus, nadawany w latach 1810–1852 jako samodzielne odznaczenie, później jako wieloklasowy order-oznaka protestanckiego Baliwatu Brandenburskiego.

## Historia
Baliwat Brandenburski Zakonu Świętego Jana to protestancka (luterańska) gałąź katolickiego Zakonu Świętego Jana Jerozolimskiego (zw. joannitami lub kawalerami maltańskimi), która oddzielona została w XVI wieku podczas reformacji. Przetrwała do 30 października 1810 kiedy to król Fryderyk Wilhelm III Pruski postanowił sekularyzować dobra zakonne po zawarcia pokoju w Tylży w 1807 z Napoleonem Bonaparte, celem zapłaty Francuzom olbrzymiej kontrybucji.
23 maja 1812 ustanowiony został Królewski Pruski Order św. Jana jako oddzielne odznaczenie. Król rezerwował dla władców Prus tytuł „Protektora”, a „Mistrzem” (niem. Herrenmeister) byli odtąd zawsze książęta z królewskiego rodu Hohenzollernów.
Baliwat Brandenburski został odrestaurowany w 1852 przez króla Fryderyka Wilhelma IV pod nazwą Baliwat Brandenburski Rycerskiego Zakonu Szpitalników św. Jana Jerozolimskiego (niem. Balley Brandenburg des Ritterlichen Ordens St. Johannis vom Spital zu Jerusalem). Odznaczeni orderem Kawalerowie otrzymali tytuł Kawalerów Honorowych, a baliwat stał się ekskluzywnym stowarzyszeniem pruskich junkrów.

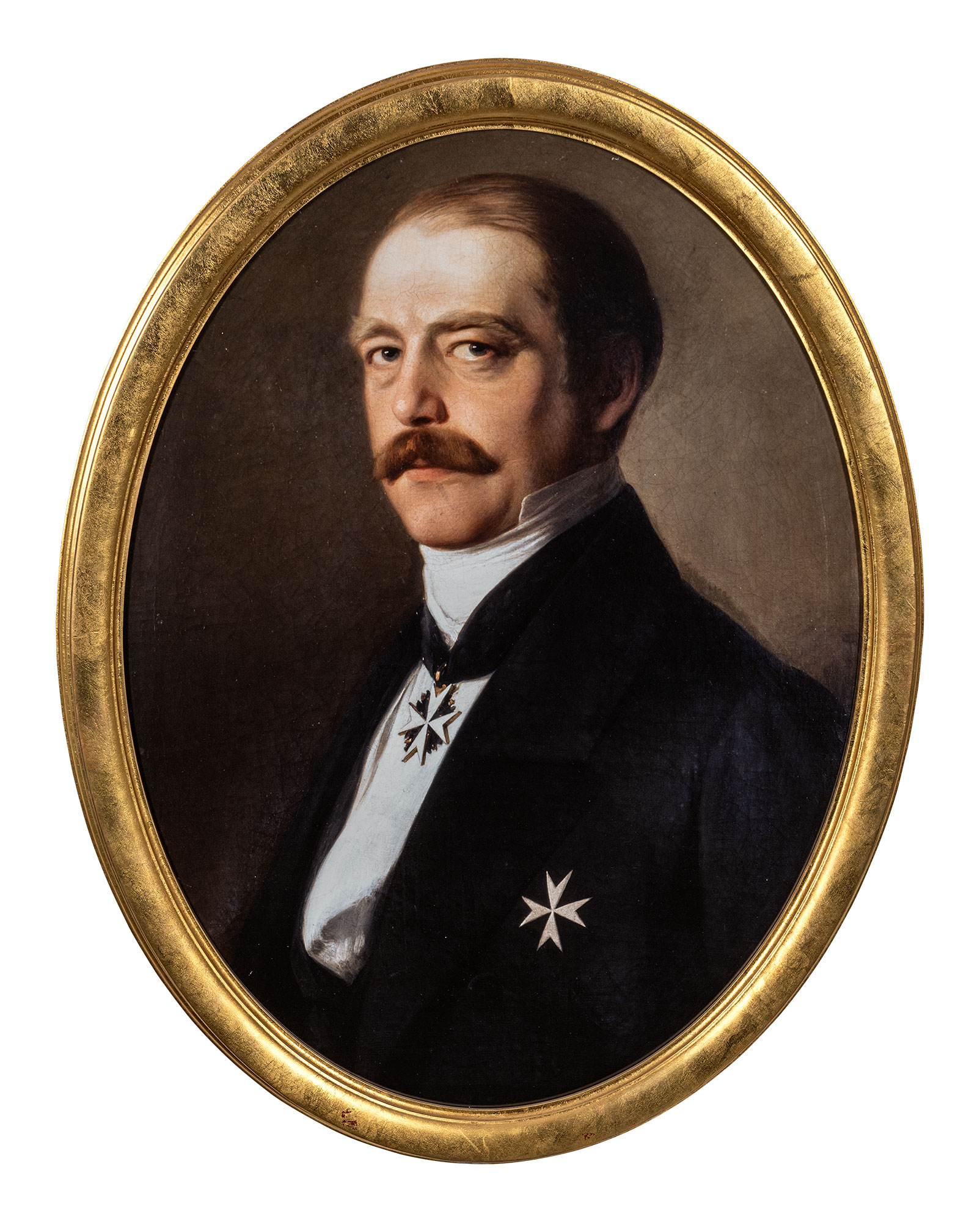
Otto von Bismarck z honorowymi insygniami komandorskimi orderu w 1858

Do 1918 order/oznaka zakonna była siódmym odznaczeniem według starszeństwa pruskich odznaczeń, za domowym Orderem Hohenzollernów, a przed kobiecym Orderem Luizy. Po upadku pruskiej monarchii odznaka wraz z innymi insygniami zakonnymi była wciąż nadawana rycerzom zakonnym, ale nie była traktowana jako odznaczenie państwowe.

## Mistrzowie
- August Ferdynand Hohenzollern (1812-1813)
- Henryk Hohenzollern (1813-1846)
- wakat (1846-1853), od 1852 jako zakon
- Karol Hohenzollern (1853–1883)
- Albert Hohenzollern (1883–1906)
- Eitel Fryderyk Hohenzollern (1907–1926)
- Oskar Karol Hohenzollern (1927–1958)
- Wilhelm Karol Hohenzollern (1958–1999)
- Oskar Michał Hohenzollern (od 1999)